# Buruienești, Neamț
Buruienești (în maghiară Burjánfalva) este un sat în comuna Doljești din județul Neamț, Moldova, România.

## Istorie
Satul Buruienești a fost atestat documentar din 8 mai 1587, când domnitorul Petru Șchiopul l-a dăruit lui Pârvu, pârcălab din Soroca.
La 15 mai 1622, Ștefan Tomșa, cu un act dat din Iași, întărește Condachiei, jupăneasa lui Goe, partea din satul Buruienești, ținutul Roman, cumpărată de Goe de la Avram din Buruienești. Același vornic Goe mai avea 1/2 de sat care i-a fost întărită cu hrisoavele din anul 1619.
În anul 1708, satul a ajuns în posesia familiei Sturza, iar înainte de anul 1772 moșia satului a ajuns în proprietatea mănăstirii Bărboi din Iași, până la secularizarea averilor mănăstirești.
Catolicii din Buruienești s-au așezat aici, formând localitatea catolică aparte, pe stânga Siretului, în fostul județ Roman, în prima jumătate a secolului al XVIII-lea, cu băjenarii din Adjudeni și Tămășeni. Au fost semnalați, pentru prima dată, în statisticile catolice de relația prefectului misiunii, Ioan Hrizostomul Dejeannis, la 9 martie 1762, având 21 de case și 84 de credincioși, toți catolici, fără biserică, aparținând de Parohia Răchiteni. Într-un raportul anonim despre situația bisericilor catolice din Moldova, scris probabil în anul 1776, este menționată Parohia Giudeno cu așezarea Burianest cu 250 de credincioși, tot fără biserică.
Recensământul realizat de armata de ocupație rusească (1773-1744), pentru fixarea birului, a menționat nominal pe cei 30 de birnici.
Biserica veche a fost construită din cărămidă în anul 1864, dar a ars în anul 1872. Biserica a fost refăcută, lucrările începând până la începutul perioadei interbelice, când s-a construit biserica actuală, începută de Leon von Melzen OFMC, originar din Belgia. S-a dat în folosință cultului în anul 1937. Tot acesta a adus din Belgia și clopotele actuale. Patronul este Sfântul Iosif Muncitorul. Biserica are o lungime de 43 m și o înălțime de 40 m.
Centrul parohial din Buruienești s-a deschis la începutul perioadei interbelice, după ce a fost alternativ administrat de Săbăoani sau Adjudeni.
În anul 1985, pe un deal din apropiere a fost găsit cel mai important tezaur din secolele al XIV-lea și al XV-lea descoperit până în prezent în Moldova, format din 1735 de monede din care aproximativ 90% groși de argint datând din domnia lui Petru Mușat. Celelalte monede au fost emise de alți domnitori moldoveni, între care și Ștefan cel Mare, iar o altă parte provin din Ungaria și Bulgaria.
Din anul 1993, prin aprobarea lui Petru Gherghel, activează Congregația „Fiicele Milostivirii și ale Crucii”.
În statistica din 1999 Parohia Buruienești figurează cu 967 de familii, 3.698 de credincioși.

## Personalități
- Wilhelm Dancă (n. 1959), profesor universitar de teologie romano-catolică, membru corespondent al Academiei Române;
- George Scripcaru (n. 1966), politician român, primar al municipiului Brașov în mandatele 2004-2008, 2008-2012, 2012-2016, 2016-2020;
- Alexandru Suceu (n. 9 septembrie 1943 – d. 23 iulie 2011), profesor de teologie și filozofie, rector la Institutul Teologic Franciscan, director național al Armatei Maicii Domnului.[6]